# Metoma
Metoma es una pequeña isla en el Océano Pacífico, en el estado de Vanuatu.
Es parte de las Islas Torres en la provincia de Torba. Está ubicada entre las islas 
Tegua y Hiu. La altura máxima es de 115 m. Metoma está habitada por una especie particular de cangrejo, el cangrejo de los cocoteros.
La isla tiene una longitud de 2,4 km y un anchura de 1,4 km. En 2009, tenía una población de 13 habitantes.